# Propionil-klorid
A propionil-klorid a savkloridok közé tartozó szerves vegyület, a propionsav származéka, képlete CH3CH2C(O)Cl. A savkloridokra jellemző reakciókat adja. Színtelen, korrozív, illékony folyadék.
A szerves kémiai szintézisekben reagensként használják. A belőle származtatható királis amidokban és észterekben a metiléncsoport hidrogénjei diasztereotópok.

## Előállítása
Iparilag a propionsav foszgénnel végzett klórozásával állítják elő:
CH3CH2CO2H  + COCl2 → CH3CH2COCl +  HCl  +  CO2

## Fordítás
Ez a szócikk részben vagy egészben  a   Propionyl chloride című angol Wikipédia-szócikk ezen változatának fordításán alapul.  Az eredeti cikk szerkesztőit annak laptörténete sorolja fel. Ez a jelzés csupán a megfogalmazás eredetét és a szerzői jogokat jelzi, nem szolgál a cikkben szereplő információk forrásmegjelöléseként.